# AIoT Body of Skill Set
AIoT Body of Skill Set®은 AIoT 기술체계이다.

## 동의어
- AIoT BoSS®
- Artificial Intelligence of Things Body of Skill Set®

## 개발
- AIoT BoSS®는 사단법인 한국사물지능협회에서 2019년 10월 1일 초판을 개발하였다.